# Kenzo (бренд)
Kenzo — французький бренд одягу, взуття та інших виробів класу «люкс».
Модний будинок був заснований в 1970 році японським дизайнером Кендзо Такада. Кендзо Такада народився в Японії і переїхав до Парижа в 1964 році, щоб почати свою кар'єру в світі моди. Поступово він ставав відомий, вміло поєднуючи азійські та японські риси зі строгими канонами європейської високої моди. Перший відкритий бутик носив назву «Jungle Jap» і був розташований в Парижі
У декорі використовувалися орнаменти, натхненні естетикою джунглів. У перший час Кендзо спеціалізувався на створенні жіночого одягу, яку він виготовляв  вручну. У 1983 році Кендзо почав випуск спочатку чоловічого, потім і дитячого одягу. У 1987 році почався також випуск виробів для декору інтер'єру. В даний час Kenzo — міжнародний преміальний бренд, що належить компанії LVMH, що купила його в 1993 році.

## Стратегія
З 2011 року Умберто Леон і Керол Лім є артдиректорами і головними дизайнерами бренду. Своєю основною метою вони називають струсити «дикий» світ моди. Знамениту футболку з тигром від Kenzo та інші вироби бренду носили багато знаменитостей, серед яких Бейонсе, Зоуі Дешанель, Swizz Beatz, Селена Гомес, Спайк Джонз, Джоан Смоллс, Лорд і Ріанна.
Як Кендзо Такада в 1970-х, Умберто і Керол йдуть всупереч стандартним очікуванням і модним трендам. Вони стверджують, що намагаються робити речі в контексті XXI століття. При створенні кожної колекції вони співпрацюють з авангардними художниками, музикантами, акторами, і дизайнерами. Наприклад, в осінній колекції 2014 року бренд співпрацював з американським режисером Девідом Лінчем, який взяв участь в створенні музичного супроводу до показу і виготовив скульптуру, відповідну духу колекції. Французька художниця-ілюстратор Ребекка Дотрмер співпрацювала з компанією у дизайні парфумерії.

## Співробітництво
У 2016 році Kenzo анонсувала випуск спільної колекції з брендом H&M. Ця колекція надійшла в продаж 3 листопада 2016 року. 20 березня 2018 року бренд Kenzo вибрав Брітні Спірс обличчям нової колекції під назвою "La Collection Memento No. 2 ". Колаборація, супроводжувавшись хештегом #KenzoLovesBritney, включила в себе багато жіночого та чоловічого одягу з деніму.

## Благодійність
Умберто Леон і Керол Лім виросли в Каліфорнії і добре знайомі з тим, як продукти людської життєдіяльності шкодять морській екосистемі, тому вони вирішили приєднається до фонду боротьби з забрудненням світового океану Blue Marine Foundation для боротьби з браконьєрством і шкідливими відходами. "Ми хотіли б співпрацювати з далекоглядною організацією, яка замислюється над тим, як нам співіснувати в гармонії з океаном. Ми переглянули багато різних благодійних організацій і Blue Marine Foundation здалася нам ідеальним варіантом. Ми щиро підтримуємо їх місію в створенні стійкого, контрольованого рибальства і проектування морських заповідників. Ми дуже пишаємося цим довгостроковим партнерством між Kenzo і Blue Marine Foundation і сподіваємося сприяти більшому розумінню загроз світового океану серед людей ".
В ознаменування своєї співпраці Kenzo випустила капсульну колекцію для сезону весна-літо 2014 зі слоганом «Немає риб — немає нічого» (англ. No fish no nothing), друкувалися на футболках і світшотах, весь виторг від продажу колекції був пожертвуваний в фонд захисту світового океану. З 21 по 27 березня 2014 року Kenzo також проводила акцію в Парижі в одному зі своїх магазинів: спеціальний екран дозволяв покупцям переглядати та купувати одяг, і після кожної покупки в «цифровому акваріумі» на екрані додавалася одна риба. Риба також додавалася при розміщенні в інтернеті фотографії магазину з хештегом #NoFishNoNothing.

## Головні дизайнери бренду
- Кендзо Такада, 1970—2000 рр.[2]
- Жиль Розіер, 2000—2004 рр.[2]
- Антоніо Маррас, 2004—2011 рр.[2]
- Умберто Леон[en], з 2012 р.[2]
- Керол Лім[en], з 2012 р.[2]